# Ed Gein (banda)
Ed Gein es una banda de grindcore influenciado con el mathcore, metalcore y noise rock. Originaria de Siracusa, Nueva York. Nombrada así por el asesino en serie Ed Gein. Los integrantes de la banda son Straight edge.
Todos los miembros de la banda cantan, no hay un vocalista principal. Ellos están en Black Market Activities / Metal Blade Records.
La banda ha sido influenciada por bandas como Coalesce, Fall Silent, Turmoil, Backstabbers Incorporated y Pig Destroyer.

## Miembros
- Graham Reynolds - guitarra, vocalista.
- Aaron Jenkins - bajo, vocalista.
- Jesse Daino - batería, vocalista.

## Discografía
- 2002 - Ed Gein 3 Song Demo CD demo CD
- 2003 - It's a Shame a Family Can Be Torn Apart by Something as Simple as a Pack of Wild Dogs full-length CD
- 2005 - Judas Goats & Dieseleaters full-length CD
- 2006 - 3 Song Demo + It's A Shame... LP